# Kriwa
Les Kriwa sont un peuple bété vivant dans le département de Gagnoa au centre ouest de la Côte d'Ivoire,,.